# Референдум в Лихтенштейне по женскому избирательному праву (1984)
Референдум в Лихтенштейне по женскому избирательному праву проходил 1 июля 1984 года. После введения права женщин участвовать в выборах в соседней Швейцарии после референдума 1971 года Лихтенштейн остался последней европейской страной, где женщины не могли голосовать. Референдумы по вопросу женского избирательного права проходили в Лихтенштейне в 1968, 1971 и 1973 годах (в последних двух могли участвовать только мужчины), однако всякий раз несмотря на поддержку газет и основных политических партий избиратели отвергали предложение. Тем не менее, некоторые муниципалитеты вводили участие женщин в местных выборах, начиная с 1976 года в Вадуце, и женщины были избраны в местные советы в Вадуце и Гамприне в 1983 году.
Этот референдум был вновь ограничен избирателями-мужчинами. Обе основные политические партии страны поддерживали введение избирательного права для женщин. В результате на этот раз небольшим большинством в 119 голосов предложение было принято. Поддержка оказалась выше в Нижнем Лихтенштейне, чем в Верхнем Лихтенштейне. Явка составила 86,19 %.
После референдума в Конституцию была введена поправка, разрешающая женщинам участвовать в национальных выборах, хотя в трёх муниципалитетах они смогли участвовать в местных выборах только начиная с 1986 года. Первыми парламентскими выборами, в которых участвовали женщины, стали выборы 1986 года. Тогда впервые в Ландтаг была избрана женщина от Прогрессивной гражданской партии. В 1993 году от этой же партии Корнелия Грасснер стала первой женщиной, вошедшей в кабинет министров.

## Результаты
| Выбор                               | Голоса | %    |
| ----------------------------------- | ------ | ---- |
| За                                  | 2370   | 51,3 |
| Против                              | 2251   | 48,7 |
| Недействительных/пустых бюллетеней  | 81     | –    |
| Всего                               | 4702   | 100  |
| Зарегистрированных избирателей/Явка | 5453   | 86,2 |
| Источник: Démocratie Directe        |        |      |